# Pyhäjärvi (ville de Finlande)
Pour les articles homonymes, voir Pyhäjärvi.
Pyhäjärvi (jusqu'en 1968 Pyhäjärvi Ol, de 1993 à 1995 Pyhäsalmi) est une ville du centre-nord de la Finlande. Elle appartient à la province d'Oulu et à la région d'Ostrobotnie du Nord (sous-région de Nivala Haapajärvi).

## Géographie
Commune plutôt agricole, elle se situe à 164 km de la capitale régionale Oulu et à 450 km d'Helsinki.
Le village de Pyhäsalmi fait toujours partie du territoire de la commune, dont il est le centre administratif.
À l'est, se trouve le village de Ruotanen, deuxième agglomération de la commune après Pyhäsalmi.
La commune tire son nom du grand lac Pyhäjärvi, le lac sacré en finnois, qui marque la source du fleuve Pyhäjoki.
Les régions et municipalités voisines sont:
- Au sud, la Finlande-Centrale, municipalité de Pihtipudas.
- À l'est, la Savonie du Nord, municipalités de Pielavesi et Kiuruvesi.
- En Ostrobotnie du Nord, Haapajärvi à l'ouest, Kärsämäki au nord et Pyhäntä au nord-est.

## Démographie
Depuis 1980, l'évolution démographique de Pyhäjärvi est la suivante:
| Année      | 1980  | 1985  | 1990  | 1995  | 2000  | 2005  | 2010  |
| ---------- | ----- | ----- | ----- | ----- | ----- | ----- | ----- |
| population | 7 992 | 7 994 | 7 663 | 7 404 | 6 734 | 6 271 | 5 946 |

## Économie
- Pyhäjärvi possède un territoire couvert en grande partie par des forêts, essentiellement des conifères et des bouleaux. Il existe une entreprise de scierie sur la ville, même si le nombre de bûcherons employés est en diminution constante.
- Une laiterie emploie de nombreux actifs issus des environs.
- Les mines de zinc et de cuivre, situées à 4 kilomètres de la ville, sources de nombreux problèmes environnementaux, seraient en voie de fermeture, pour des raisons économiques. Le gisement souterrain, découvert en 1958 et mis en exploitation industrielle en 1962, serait exploité jusqu'en 2016 par la société Pyhäsalmi Mine Oy, à raison de 1 300 tonnes par an.

## Tourisme
Le lac Pyhäjärvi est un lieu de promenade fort apprécié des habitants. Il y a des saunas publics à proximité et un terrain de camping.
Un artiste peintre ouvre les portes de sa maison aux visiteurs qui peuvent y admirer des toiles peintes notamment sur de l'écorce de bouleau. De nombreux objets artisanaux en bois sont aussi exposés.
L'hôtel de ville de Pyhäjärvi est d'une architecture assez quelconque, que l'on pourrait qualifier de "soviétique", comme de nombreux autres bâtiments publics de la ville, construits dans les années 1960 ou 1970. Par ailleurs, la ville est dotée de nombreux équipements sportifs et culturels.

## Transports
Pyhäjärvi est traversée par la nationale 4 (E75, Helsinki - Océan Arctique) et par la route nationale 27 (Iisalmi - Kalajoki).
Une gare relie la ville aux villes de Kuopio et Oulu par la ligne Iisalmi–Ylivieska. La ville est dotée d'un aérodrome.